# Mjötjärnen, Lappland
Mjötjärnen är en sjö i Lycksele kommun i Lappland och ingår i Umeälvens huvudavrinningsområde.